# 青年長期ボランティア計画
ボランティア365（事業名称：青年長期ボランティア計画）は、社団法人日本青年奉仕協会が行う長期フルタイムボランティアプログラム。現住所を離れて、1年間ボランティア活動に専念する。募集年齢は18歳から30歳。活動分野は社会教育、青少年教育、児童福祉、高齢者福祉、障害者福祉、保健・医療、地域振興、環境、自然。派遣先は日本国内の社会課題に取り組んでいる団体。これまでに240カ所の活動先に、約1300名が派遣されている。